# 小林健和 (アナウンサー)
小林 健和（こばやし けんと、12月25日 - ）は、山陰放送のアナウンサー。

## 来歴
熊本県八代市出身。熊本県立八代高等学校に通っていた。また学生時代には、RKB毎日放送のアナウンサーたちが講師を務めるRKBアナウンススクールを受講していた。
2018年に山陰放送に入社し、同局のアナウンサーになる。入社1年目から『テレポート山陰』のキャスターを務めている。
2021年2月5日、さんいん中央テレビアナウンサーの岡部楓子と結婚した。そして同年8月に長男が誕生し、1児の父になる。

## 担当番組
- テレポート山陰 - キャスター
- 生たまごJOY! - メインMC（2024年4月 - ）[8]